# William Dampier
Pour les articles homonymes, voir Dampier.
William Dampier (septembre 1651 – mars 1715) est un voyageur, navigateur, pirate, corsaire et boucanier anglais. Également capitaine, écrivain et observateur scientifique, il fut le premier Anglais à explorer ou cartographier des parties de la Nouvelle-Hollande : l'Australie.
Il parcourut les mers en deux voyages autour du monde : en 1673-1691 et en (1699-1701)
Il a laissé son nom à un archipel d'Australie-Occidentale et un détroit de Papouasie-Nouvelle-Guinée. Passé à la postérité grâce au récit de ses voyages dans la mer des Antilles, l'océan Pacifique et l'océan Indien, William Dampier a minutieusement décrit les ports et les terres visités, avec leurs populations ainsi que la faune et la flore.

## Biographie

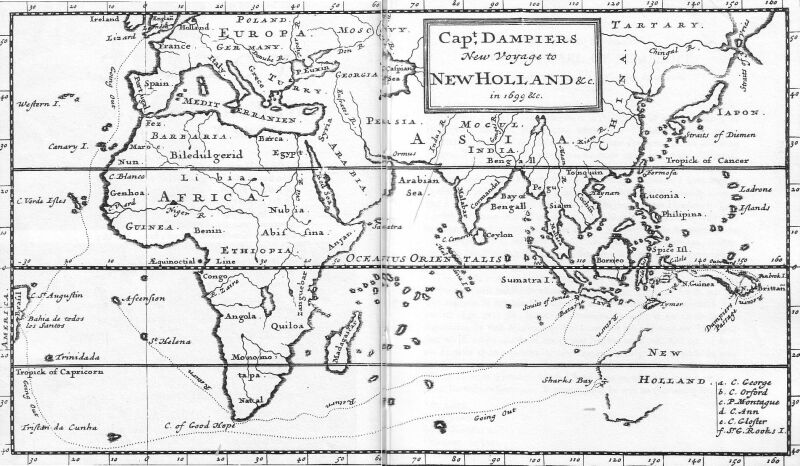
Deuxième voyage autour du monde, 1699-1701

### Jeunesse
William Dampier naît en 1651 à East Coker dans le Somerset. Il est baptisé le 5 septembre 1652. Il est scolarisé dans la grammar school du village. Fils d'un métayer, il entre dans la marine en 1669 à l'âge de 18 ans à la mort de son père,.
Il embarque sur un navire de Weymouth pour une campagne à Terre-Neuve, puis en 1671 sur un Indiaman pour Banten, sur l'île de Java, en Indonésie,. A son retour, engagé dans la Royal Navy, il sert avec Édouard Sprague[source insuffisante] et participe aux deux batailles de Schooneveld les 7 juin 1673 et 14 juin 1673, pendant la troisième guerre anglo-néerlandaise.
Il tombe malade et retourne à East Coker.

### De la Jamaïque à Campêche
William Dampier accepte alors d'assister le régisseur d'une plantation appartenant au colonel William Hellyer, à la Jamaïque. Arrivé sur place en 1674, il se brouille avec le régisseur. Il devient marin sur les barques faisant la traite autour de l'île.
En septembre 1675, William Dampier embarque avec l'ancien flibustier Charles Hadsell charger du campêche dans la baie de Campêche. Il y retourne l'année suivante et exerce, durant deux ans, les métiers de bûcheron et de flibustier,.
Il y tient un journal qui paraîtra en 1699 seulement sous le titre de Voyages à Campêche.

### Retour en Angleterre et deuxième séjour aux Caraïbes
William Dampier revient en Angleterre en août 1678,. Il y épouse une femme au service de la duchesse de Grafton. Il retourne ensuite vendre des marchandises en Jamaïque, puis rejoint la flotte du corsaire John Coxon, pénétrant ainsi pour la première fois dans l'océan Pacifique. De mai 1680 à avril 1681, il sert à bord de la Holy Trinity, un bateau commandé par Bartholomew Sharp. Il retraverse alors le Panama pour rejoindre la mer des Antilles, où il est flibustier sous les ordres de William Wright jusqu'en juin 1682. Après cela il réside plus d'une année en Virginie, puis devient à nouveau flibustier dans l'Océan pacifique en septembre 1683, sur le Bachelor's Delight jusqu'en septembre 1685. Ce bateau est d'abord commandé par John Cook, puis par Edward Davis.

### L'océan Indien
A la fin de l'année 1685, William Dampier signe sous les ordres du capitaine Charles Swan à bord du Cygnet. Après avoir traversé l'océan Pacifique, l'équipage effectue un long séjour aux Philippines qui se clôture en janvier 1687 avec une mutinerie, menée par John Read, à laquelle William Dampier prend part. Le capitaine Swan est abandonné à Mindanao. William Dampier quitte le Cygnet aux îles Nicobar en mai 1688 et tombe malade. Remis, il voyage de juillet 1688 à avril 1689 jusqu'au Tonkin avec le capitaine Welden, qui transporte des esclaves. Jusqu'en janvier 1691, il est canonnier au fort anglais de Benkulen, à Sumatra.

### Retour en Angleterre et déconvenues
Il revient en Angleterre en septembre 1691, désargenté. Il ne possède qu'un esclave malais tatoué qu'il montre dans des foires, mais il doit le vendre.
En août 1693, William Dampier retourne en mer. Il devient en effet second maître à bord du Dove, l'un des bateaux que Sir John Houblon a affrété à Bristol pour le commerce avec l'Amérique espagnole.
Mais en mai 1694, alors que les Espagnols retiennent l'expédition à La Corogne (en Galice), les marins se mutinent et Henry Every s'empare du navire-amiral pour aller pirater en mer Rouge. Resté sur place, William Dampier attend l'expiration de son contrat jusqu'en février 1695 et rentre en Angleterre avec ses compagnons pour intenter une poursuite civile contre les armateurs. La Haute Cour de l'Amirauté déboute leur action au prétexte que les plaignants ont rompu leur contrat en participant à la mutinerie.
En novembre 1693, William Dampier est témoin au procès pour piraterie intenté contre six de ses anciens camarades qui suivirent Henry Every. En janvier 1694, il contribue à la caution de l'un d'eux.

### Succès littéraire
Au printemps 1697, il publie New Voyage Round The World ; le succès est immédiat. La même année, il est employé aux douanes de Londres. Il témoigne aussi de la géographie du Panama et des routes maritimes dans l'océan Indien devant le Comité du commerce et des plantations.
Son éditeur James Knapton incite William Dampier à publier un second volume de ses aventures (où il relate entre autres ses deux voyages à Campêche) ainsi qu'un traité des vents et des courants.

### Retour à la course
Ce succès le mène à rencontrer le comte d'Oxford, premier lord de l'amirauté, qui lui confie le commandement du Roebuck pour aller explorer la Nouvelle Hollande. William Dampier appareille en janvier 1699 et gagne les côtes orientales. Mais il échoue son navire sur l'île de l'Ascension durant le trajet du retour.
De retour en Angleterre, il est traduit en cour martiale pour cruauté envers ses hommes. En juin 1702, il est condamné à une amende et jugé indigne de commander un navire du roi.
En 1703, William Dampier publie son dernier livre où il relate cette expédition et reçoit tout de même le commandement du corsaire Saint George. Son expédition en mer du Sud est un désastre. Après quelques prises le long des côtes de l'Amérique espagnole, son équipage se mutine et le capitaine Stradling déserte en compagnie d'Alexandre Selkirk. William Dampier pille ensuite le village de Puna (Pérou) mais il doit saborder son navire. Il embarque avec son équipage à bord d'un brigantin espagnol, traverse l'océan Pacifique et aborde une colonie néerlandaise (peut-être Batavia). Ses biens sont saisis et William Dampier est emprisonné quelques mois.

### La dernière campagne
Il rentre en Angleterre à la fin de l'année 1707 et embarque comme pilote en 1708 avec le corsaire Woodes Rogers pour la mer du Sud jusqu'en octobre 1711. L'entreprise rapporte 170 000 £. Intéressé à hauteur de un seizième et avec sa part de 653 £ comme pilote, William Dampier touche 2 356 £.
William Dampier meurt à Londres en mars 1715. Son héritage va à sa veuve.

### Sources
- Gilbert Buti et Philippe Hrodej, Dictionnaire des corsaires et des pirates, CNRS Éditions, 2013  (ISBN 978-2-271-06808-8)
- William Dampier, Le Grand Voyage. Le tour du monde d'un flibustier, 1681-1691, Phébus, coll. « Littérature étrangère », 1993,  (ISBN 978-2859402853)
- William Dampier, Nouveau Voyage Autour Du Monde volumes 1 à 4.